# Johannes Ambrosii

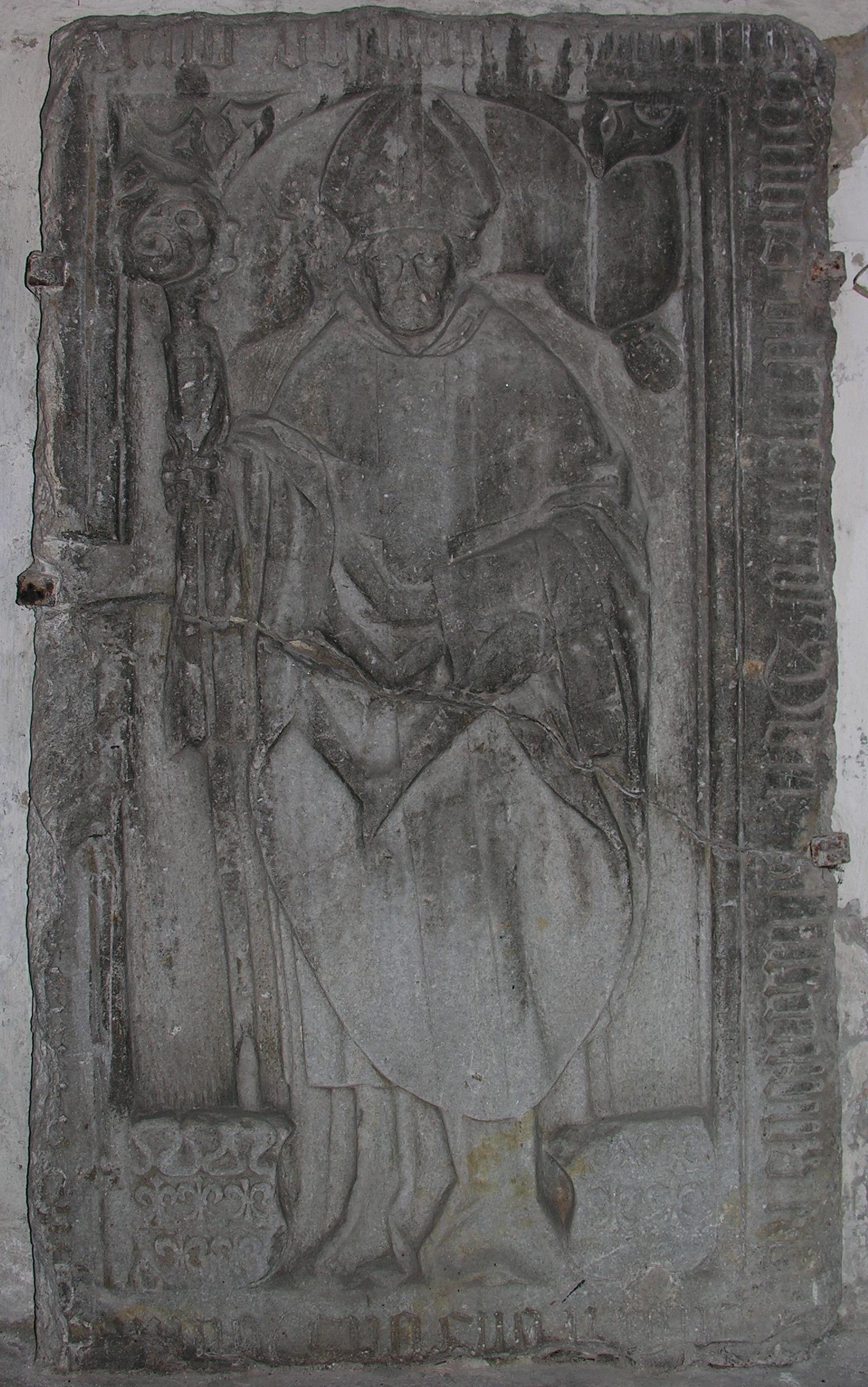
Grabmal des Johannes Ambrosius

Johannes Ambrosii, CRSA / CanA (auch Johannes Ambrosius, Johannes von Cyzikus; † 1504) war Titularbischof von Cyzicus und Weihbischof in Breslau.

## Leben
Johannes Ambrosius gehörte als Augustiner-Chorherr dem Breslauer Sandstift an und war später Propst des zugehörigen Heilig-Geist-Hospitals. Anlässlich eines Romaufenthaltes trug er sich am 27. April 1469 in das Mitgliederverzeichnis der dortigen Bruderschaft am Anima-Kolleg ein.
Am 11. März 1476 wurde er zum Titularbischof von Cyzicus ernannt und zum Weihbischof in Breslau bestellt. Da er sich zu diesem Zeitpunkt in Rom befand, erfolgte seine Bischofsweihe dort. Das Breslauer Propstamt behielt er weiterhin, außerdem war er Kanoniker am Neisser Kollegiatstift. Das Pfarrbenefizium in Lüben tauschte er im Jahre 1500 gegen Trebnitz ein. Von seinen weihbischöflichen Handlungen sind ab 1479 neben mehreren Priesterweihen auch zahlreiche Weihen von Kirchen und Altären überliefert.
Außerhalb der Bistumsgrenzen weihte er am 22. Oktober 1481 in Glatz, das zum Erzbistum Prag gehörte, eine Kapelle im Augustiner-Chorherrenstift und am 28. Oktober d. J. die St.-Wenzels-Kirche daselbst nebst Friedhof. Drei Tage später weihte er im Glatzer Land die Pfarrkirche in Ullersdorf und am 8. November die Pfarrkirche von Schlegel.
Ebenfalls 1481 gründete er eine Stiftung, aus deren Mitteln an der Südseite des Heilig-Geist-Hospitals eine Kapelle errichtet wurde, die den hll. Fabian und Sebastian geweiht war. Diese bestimmte er zu seiner letzten Ruhestätte. Er starb am 3. Oktober 1504 und wurde in der Kapelle beigesetzt. Nachdem jedoch das Hl-Geist-Hospital wegen des Abfalls des Propstes Augustin Klein 1525 von der Stadt Breslau übernommen und mit einem lutherischen Prediger besetzt wurde, wurde die Kapelle zerstört. Der Grabstein des Weihbischofs Johannes Ambrosii gelangte auf Umwegen in die St.-Magdalenen-Kirche. Am 26. Juli 1894 wurde er von dort in die Krypta der Breslauer Kreuzkirche überführt.